# Rondeletiola minor
Il cappellotto (Rondeletiola minor (Naef, 1912) è una specie di molluschi cefalopodi appartenenti alla famiglia Sepiolidae.
Distribuita tra Oceano Atlantico orientale e Mar Mediterraneo, la specie ha un interesse commerciale venendo pescata e sia per l'alimentazione umana che per come esca.